# Cal Guapo
Cal Guapo és una obra d'Agramunt (Urgell) inclosa a l'Inventari del Patrimoni Arquitectònic de Catalunya.

## Descripció
L'element més destacable de Cal Guapo és la llinda, aquesta es troba damunt d'una gran portalada que hi ha a la planta baixa. La casa que ha estat reformamada i presenta tres pisos en l'actualitat.
La llinda presenta una sèrie d'eines de treball de ferrer esculpides i una ferradura, un martell, unes tenalles, un clau i una altra que no s'aprecia bé, totes emmarcades per un cos rectangular. La data està a ambdues bandes tancada per dues el·lipses: a l'esquerra "17" i a la dreta "99".

## Història
Aquesta casa va ser construïda el 1799 i era la casa d'un ferrer, a la llinda estan esculpides les seves eines. Va ser adquirida per un senyor anomenat "El Guapo" que ara ho destina a corral, fa cosa de mig segle.